# Alex. Leo Șerban
Alex. Leo Șerban (n. 28 iunie 1959, București – d. 8 aprilie 2011, București) a fost un critic de film român, eseist, prozator, traducător și artist vizual, senior editor la revista Dilema veche.
După Revoluția din 1989, criticul a avut curajul de a-și recunoaște homosexualitatea în mod public.

## Biografie
Alex. Leo Șerban a absolvit Facultatea de limbi și literaturi străine din cadrul Universității din București în 1983, a fost bursier al Ministerului Culturii franceze (1992), "International Visitor" în SUA (1996) și bursier GE/NEC (2003-2004). A predat un curs pentru masteranzi la Centrul de Excelență în Studiul Imaginii.
Debutează în 1976 cu un poem în Chicago Review, SUA.
Începând cu 1982 este prezent (cu eseuri, poezie, proză, traduceri) în majoritatea publicațiilor culturale românești (Secolul 20, România literară, Luceafărul, Contrapunct, Litere, Arte & Idei, Lettre internationale, Idea etc.) și în câteva străine (Cahiers du cinema, Cover Magazine, Film Comment). Colaborează la Elle, Idei în dialog, Libertatea, Observator cultural, Suplimentul de cultură, Ziarul de duminică, LiterNet.
A fost singurul critic român invitat în emisiunea Double Je a lui Bernard Pivot (2004).
Realizator și moderator al emisiunii Fotograme de pe TVR Cultural (2005-2006).
Conferențiar la Lincoln Center, la Universitățile Umea, Humboldt, Pittsburgh și la Teatrul Național din București.
A prezentat Retrospectiva Lucian Pintilie de la Londra (2004), curatoriat și prezentat Festivalul de film românesc Romanian Cinema: A Journey organizat de ICR Londra (2007) și retrospectiva Shining Through a Long, Dark Night de la Lincoln Center (2008).
A fost membru în boarduri (Centrul Soros Bucuresti, Consiliul Europei Strasbourg, Fundatia ProHelvetia, EuroArt etc.) și în juriile mai multor festivaluri de film (FIPRESCI: Londra, Lisabona, Salonic; TIFF, DaKINO, Alter/Native, Anonimul; președinte al juriului la Festivalul de film experimental de la Baia Mare etc.), iar în perioada 2007-2010 a fost consilierul de selecție al Festivalului Filmului European.
A obținut Premiul pentru critică cinematografică al Uniunii Cineaștilor din România (UCIN) pe anul 2007 pentru volumul „De ce vedem filme”. A fost primul beneficiar al Marelui Premiu pentru Jurnalism cultural acordat de Fundația "Timpul" (2008). În ianuarie 2008 a fost ales – în urma unui sondaj pe site-ul www.cinemagia.ro – "Criticul de film preferat al cinefililor români".
A fost lector universitar la Universitatea Națională de Artă Teatrală și Cinematografică din București (UNATC). În 2000 s-a autoexclus din Uniunea Cineaștilor din România (UCIN) și din Asociația Criticilor de Film Români.
În 2009 a emigrat în Argentina.
A murit la 8 aprilie 2011, suferind de o boală incurabilă.

## Lucrări publicate
- Lars von Trier: filmele, femeile, fantomele (în colaborare cu Mihai Chirilov și Ștefan Bălan - Ed. Idea Design & Print 2004), Premiul Asociației criticilor de film din România
- Dietetica lui Robinson (Ed. Curtea Veche, 2006), nominalizata la Premiile revistei România literară și la cele ale Uniunii Scriitorilor [12][13][14]
- De ce vedem filme. Et in Arcadia cinema (Ed. Polirom, 2006), Premiul de critică cinematografică al Uniunii Cineaștilor
- 4 decenii, 3 ani și 2 luni cu filmul românesc (Ed. Polirom, 2009)
- Alte camere, alte glasuri de ieri, Editura Pandora M (Grupul Editorial Trei), în colecția „Cercul poeților apăruți”, 2011 [15]
- Litera din scrisoarea misterioasa (The Parlayed Letter); cu „O incercare de portret” de Horia‑Roman Patapievici. Iasi, Polirom, 2011

## Volume colective
- Cartea cu bunici, coord. de Marius Chivu, Ed. Humanitas, 2007;
- Primii mei blugi, coord. de Corina Bernic, Ed. Art, 2009;
- Cu ochii-n 3,14, cu ilustrații de Dan Stanciu, coord. de Ana Maria Sandu, Ed. Humanitas, 2016;

## Traduceri
- Bernard-Marie Koltès, Roberto Zucco (Teatrul Național din București, 1994),
- Paul Bowles, The Sheltering Sky (Editura Univers, 1996 și Editura Humanitas, 2006)
- Paul Bowles, Up Above the World (Humanitas, 2006),
- Martin Sherman, Bent (Teatrul Național din Timișoara, 1999, și Teatrul Bulandra din București, 2002)
- Yasmina Reza, Conversations après un enterrement (Teatrul Toma Caragiu din Ploiești, 2000)
- eseuri, poeme și povestiri ale unor scriitori anglo-saxoni și francezi (W.H. Auden, Jean Baudrillard, Samuel Beckett, Paul Bowles, Don DeLillo, Benoît Duteurtre, Mathieu Lindon, Vladimir Nabokov, Susan Sontag, etc.), apărute în publicațiile culturale amintite mai sus.

## Texte online
- Alex. Leo Șerban, Șerban Foarță: Jeu de Paume la Editura LiterNet
- Alex. Leo Șerban: RetroVizoare la Editura LiterNet
- Cosmin Bumbuṭ, Alex. Leo Șerban: Mornings la Editura LiterNet

## Expoziții

### Personale
- Fransurfaces (Institutul Francez București, 1993)
- retrouve la distance (Institutul Francez Bucuresti, 2002)
- B-Side Stories (Centrul Internațional pentru Artă Contemporană București si Centrul Sindan Cluj, 2002)
- RetroVizoare (Libraria Cărturești Verona, 2006)

### Colective
- cARTe (Muzeul Colecțiilor București, 1990)
- Sexul lui Mozart (Galeria ¾ București, 1992)
- My Own Private America (Biblioteca Americană București, 1995)
- Anatopismes (Institutul Francez București, 1996)
- Bu York & Newcharest (Centrul Cultural Român New York, 1999)